# Ducktown
Ducktown és una població dels Estats Units a l'estat de Tennessee. Segons el cens del 2000 tenia 427 habitants.

## Demografia
Segons el cens del 2000, Ducktown tenia 427 habitants, 209 habitatges, i 105 famílies. La densitat de població era de 85,4 habitants/km².
Dels 209 habitatges en un 16,3% hi vivien nens de menys de 18 anys, en un 37,8% hi vivien parelles casades, en un 7,7% dones solteres, i en un 49,3% no eren unitats familiars. En el 46,4% dels habitatges hi vivien persones soles el 27,8% de les quals corresponia a persones de 65 anys o més que vivien soles. El nombre mitjà de persones vivint en cada habitatge era de 2,04 i el nombre mitjà de persones que vivien en cada família era de 2,92.
Per edats la població es repartia de la següent manera: un 17,3% tenia menys de 18 anys, un 7,5% entre 18 i 24, un 21,8% entre 25 i 44, un 26,2% de 45 a 60 i un 27,2% 65 anys o més.
L'edat mediana era de 49 anys. Per cada 100 dones de 18 o més anys hi havia 69,7 homes.
La renda mediana per habitatge era de 18.125 $ i la renda mediana per família de 27.045 $. Els homes tenien una renda mediana de 25.833 $ mentre que les dones 19.688 $. La renda per capita de la població era de 12.113 $. Entorn del 20,4% de les famílies i el 25,9% de la població estaven per davall del llindar de pobresa.

## Poblacions més properes
El següent diagrama mostra les poblacions més properes.